# Ernst Stoltenhoff

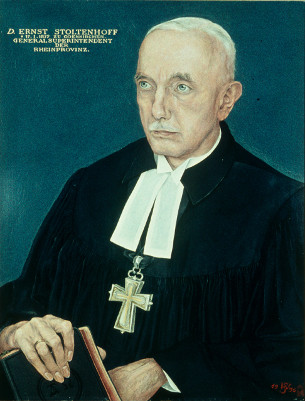
Ernst Stoltenhoff (gemalt von Werner Schramm, 1936)

Emil Ernst Stoltenhoff (* 17. Januar 1879 in Odenkirchen; † 27. April 1953 in Wittlaer) war ein deutscher protestantischer Theologe und Generalsuperintendent der altpreußischen Provinzialkirche der Rheinprovinz.

## Leben
Ernst Stoltenhoff studierte Theologie in Halle und Erlangen, wo er Mitglied des Hallenser und Erlanger Wingolfs wurde. Er war nach seinen Examina zunächst Pfarrer in Mülheim an der Ruhr und Essen. 1922 bis 1924 war er Präses des CVJM-Westbundes. 1923 wurde er als Oberkonsistorialrat im altpreußischen Evangelischen Oberkirchenrat (EOK) Personalreferent der Kirche der Altpreußischen Union (APU) in Berlin.
Als Nachfolger von Karl Viktor Klingemann (1859–1946) wurde er 1928 zum Generalsuperintendenten der rheinischen Kirchenprovinz in Koblenz ernannt und war dem dortigen Konsistorium beigeordnet.
Nach dem Rücktritt von Hermann Kapler als Präsident des EOK wurde Stoltenhoff im Juni 1933 vom Kirchensenat der APU zum kommissarischen Nachfolger berufen, jedoch schon nach wenigen Tagen von Staatskommissar August Jäger abgesetzt. Nach weiteren Auseinandersetzungen mit dem altpreußischen Landesbischof und Reichsbischof Ludwig Müller und dem preußischen Kultusminister Bernhard Rust wurde Stoltenhoff am 1. April 1934 von Müller zwangspensioniert, jedoch am 25. Mai 1936 mit Zustimmung des neuen Reichsministers für die kirchlichen Angelegenheiten Hanns Kerrl  wieder in sein Amt als Generalsuperintendent eingesetzt. Das Konsistorium der Rheinprovinz war inzwischen am 1. Oktober 1934 von Koblenz nach Düsseldorf verlegt worden.
Im sogenannten „Kirchenkampf“ waren manche Äußerungen und Maßnahmen Stoltenhoffs auch auf Seiten der „Bekennenden Kirche“ umstritten. Am 15. Mai 1945 bildete er zusammen mit Joachim Beckmann (geschäftsführender Vorsitzender), Heinrich Held, Rudolf Harney, Johannes Schlingensiepen, Karl Mensing und Helmut Rößler die vorläufige Leitung der Evangelischen Kirche der Rheinprovinz. Als diese sich am 12. November 1948 unter dem Namen Evangelische Kirche im Rheinland als Landeskirche neu konstituierte, übergab Stoltenhoff seine Amtsgeschäfte an Präses Heinrich Held. 1949 trat Stoltenhoff offiziell in den Ruhestand.
Stoltenhoff war verheiratet mit Gertrud Stoltenhoff (1878–1958), geb. Funke, der von 1926 bis 1929 ersten weiblichen Vorsitzenden der Evangelischen Frauenhilfe – Gesamtverein e. V. in Deutschland.

## Würdigung
Ein evangelisches Altenhilfezentrum in Bonn trägt den Namen „Ernst Stoltenhoff-Haus“.